# Desaparición de Derrick Engebretson
Derrick James Engebretson (5 de julio de 1990-desaparecido el 5 de diciembre de 1998) fue un niño estadounidense que desapareció bajo circunstancias misteriosas en el bosque nacional Winema cerca de Rocky Point, Oregón. La tarde del 5 de diciembre de 1998, Engebretson desapareció mientras buscaba un árbol de Navidad con su padre y su abuelo, quienes se dieron cuenta de que lo habían perdido de vista al final de la tarde. Se encontraron huellas y un ángel de nieve cerca de la carretera, pero cuando llegaron las fuerzas del orden esa tarde, una ventisca impidió que se realizaran búsquedas inmediatas. 
Durante las semanas siguientes, las fuerzas del orden y los buscadores voluntarios siguieron recorriendo la zona, pero no se encontró ninguna señal de Engebretson. Posteriormente se supo de un misterioso vehículo en la zona ese día. En octubre de 1999, se descubrieron grafitis en un baño de una zona rural de descanso al sur de Portland, que supuestamente se referían a Engebretson; el contenido de los grafitis nunca se hizo público. En 2008 se reveló que Frank James Milligan, un violador de niños condenado, se consideraba un posible sospechoso de la desaparición de Engebretson. El paradero de Engebretson sigue siendo desconocido.

## Cronograma

### Desaparición
El 5 de diciembre de 1998, Derrick Engebretson, de ocho años, viajó a Pelican Butte con su padre y su abuelo cerca de Rocky Point, Oregón, al sur del Parque Nacional del Lago del Cráter. Los tres habían planeado buscar un árbol de Navidad. En algún momento de la excursión, Engebretson se alejó de su padre y de su abuelo. Fue dado por desaparecido esa tarde por su padre y su abuelo, quienes pidieron auxilio a un automovilista que pasaba alrededor de las 4:13 p. m.; el automovilista  hizo una llamada telefónica al 9-1-1 desde un centro turístico cercano a aproximadamente 3.2 km de distancia.

### Investigación
La policía descubrió un "refugio rudimentario" hecho de ramas de abeto debajo de varios troncos caídos cerca de la zona donde Engebretson había desaparecido, pero los perros empleados en su búsqueda no pudieron detectar su olor allí. Debido a las condiciones extremas de la zona, la policía especuló que habría sucumbido rápidamente a los elementos. Los padres de Engebretson declararon que su hijo había "crecido en las montañas" y estaba acostumbrado a caminar distancias de 30 km en terreno difícil En las horas inmediatamente posteriores a la desaparición de Engebretson, su familia y las fuerzas del orden descubrieron pequeñas huellas en la nieve, que hacían un bucle desde el lugar donde su padre lo había visto por última vez hasta un claro cerca de la carretera, donde se encontró un ángel de nieve presuntamente dejado por Engebretson. Un quitanieves había borrado las huellas que se alejaban del ángel de nieve y no se encontraron más huellas. También se descubrieron cerca varios troncos de madera cortados; cuando desapareció, Engebretson llevaba una pequeña hacha con él e iba vestido con un traje de nieve. A última hora de la tarde, se desencadenó una tormenta de nieve en la zona, dificultando las tareas de búsqueda.
Las primeras búsquedas se completaron a pie con perros de búsqueda, así como con búsquedas aéreas, usando un avión de la Patrulla Aérea Civil y un helicóptero de Reserva de la Fuerza Aérea. Varios familiares también realizaron búsquedas por su cuenta. El 13 de diciembre de 1998, ocho días después de comenzar la investigación, la policía del condado de Klamath suspendió las labores. La familia de Engebretson continuó la búsqueda y acampó en el lugar en una camioneta durante las dos semanas siguientes, mientras que cientos de voluntarios siguieron buscando. El 18 de diciembre se dio fin a la búsqueda debido a las bajas temperaturas que hacían inseguro para cualquiera viajar por la zona. En los meses siguientes se dedicaron más de 10.000 horas a realizar búsquedas por tierra.
Al principio de la investigación, un testigo afirmó haber visto a un hombre no identificado discutiendo con un joven en la zona más tarde durante el día en que Engebretson desapareció. El testigo ignoró el hecho ya que asumió que el hombre era el padre del niño. Se hicieron informes adicionales de un hombre no identificado, que ese día conducía un Honda de dos puertas,  y que iba haciendo preguntas a los transeúntes que se encontraba sobre algunos lugares del bosque.

### Acontecimientos posteriores
El 24 de septiembre de 1999, se descubrió un graffiti en un baño en el área de descanso de Sagehen, aproximadamente a unos 480 km al sur de Portland, que la policía identificó como referentes a la desaparición de Engebretson. Los padres de Engebretson fueron hasta allí para ver el graffiti cuando fueron notificados, y su madre, Lori, declaró a la prensa: "Creo que es sólo una broma pesada de alguien enfermo. Pensé que si alguien tenía en su poder a Derrick y ponía esto en la pared, es que quería ser descubierto. Si quería ser descubierto, ¿por qué no dejó algo de Derrick allí?". El contenido del graffiti no se hizo público.
En 2008, se confirmó que Frank James Milligan, un hombre que cumplía una condena por violar a un niño de 10 años en Dallas, Oregón, era considerado un posible sospechoso de la desaparición de Engebretson.